# Parepixanthis octopunctata
Parepixanthis octopunctata är en skalbaggsart som beskrevs av Ernst Gustav Kraatz 1893. Parepixanthis octopunctata ingår i släktet Parepixanthis och familjen Cetoniidae. Inga underarter finns listade i Catalogue of Life.